# Audition Online
Audition Online (tiếng Hàn Quốc: 오디션 온라인), hay còn gọi là X-BEAT tại Nhật, Ayodance tại Indonesia, là một tựa game trực tuyến âm nhạc được sản xuất bởi T3 Entertainment và phát hành bởi HanbitSoft.
Audition dã được phát hành tại Hàn Quốc vào cuối năm 2004, nhưng sau đó đã được nội địa hóa bởi nhiều nhà phát hành trên thế giới. Audition Online là game miễn phí giờ chơi và thu lợi nhuận thông qua buôn bán đồ ảo, như trang phục cho nhân vật của người chơi. Hiện tại trò chơi có trên 300 triệu người chơi trên khắp thế giới. Đã từng là một hiện tượng một thời của giới trẻ thế hệ đầu 9x tại Việt Nam.
Cho đến thời điểm hiện tại, sau những ngày thương thảo hợp đồng với bên công ty Hanbitsoft, tựa game Audition chính thức được tiếp tục phát triển tại thị trường Việt Nam bởi VTC Game.

## Lịch sử
Audition được dựa trên một truyện tranh, phổ biến và được tung ra ở Hàn Quốc, sau đó được phát triển ở một số nước châu Á như: Hồng Kông, Nhật Bản, Việt Nam, Đài Loan, Thái Lan... Audition cũng được toàn cầu hóa tại một thời điểm trong đó phần lớn là người Mỹ và người Việt. Cập nhật Audition toàn cầu đã bị dừng lại vì lý do hacker xâm nhập và làm cho máy chủ khó hoạt động. Đối với Audition Hàn Quốc thì cập nhật thứ năm hàng tuần.
Tại Hàn Quốc, phiên bản dành cho hệ máy PSP (Được gọi là Audition Portable) và điện thoại di động đã được phát hành ngày 1/6/2007 và 4/6/2007
Vào ngày 12/6/2008, Season 2 được chính thức ra mắt tại phiên bản, Sau đó, Season 2 mở rộng trên thế giới. Audition Season 2 đem lại một giao diện đồ họa và âm thanh mới, nhiều vật phẩm và chế độ cũng như các hỗ trợ khác được bổ sung.
Vào cuối năm 2008, phiên bản kế tiếp đã được xác nhận đang trong quá trình phát triển, Audition 2. Mùa xuân năm 2009, Yedang đã công bố trang xem trước về game tại Hàn.
Audition 2 thuộc sở hữu của HanbitSoft (Korean) và đến nay đã được phân phối tại các nước: Hàn Quốc, Việt Nam, Nga, Nhật Bản, Trung Quốc và Đài Loan. Ngày 1/7/2015, Audition 2 chính thức đóng cửa tại Việt Nam do lượng người chơi ngày càng ít ỏi cũng như tạo hình của nhân vật bị đánh giá là không có cảm xúc.
Ngày 2/10/2013, Hanbitsoft đã mở cửa World In Audition 3/WIA. WIA đã được mở tại Hàn Quốc, Đông Nam Á, Indonesia và Mỹ La-tinh. Tuy nhiên do giao diện theo kiểu mạng xã hội quá phức tạp nên World In Audition đã đóng cửa tất cả các server trên thế giới chỉ sau vài năm ra mắt. Hiện nay, Game đang được MoveOnGame phát hành trở lại trên toàn cầu với trang web chính thức: wia.moveongame.com
Có rất nhiều season ở các nước: Audition Vietnam (Season 5), Audition China (Season 9.5.1), Audition Alaplaya (Season 4), AuditionSEA (Season 5), Audition Redbana (Season 2),.... dù season có khác nhau nhưng cấu trúc game vẫn giống nhau 100%.

## Khu vực
| Quốc gia            | Tên                                                            | Công ty                                                                                | Ngày phát hành           | Trang mạng                               | Mở/Đóng | Đăng ký sao?                                 |
| ------------------- | -------------------------------------------------------------- | -------------------------------------------------------------------------------------- | ------------------------ | ---------------------------------------- | ------- | -------------------------------------------- |
| Hàn Quốc            | 한빛온 오디션 (Audition Hanbiton)                              | YD Online (2004 - 2015) HanbitSoft (2007–bây giờ)                                      | 2004                     | audition.hanbiton.com                    | Mở      | Phải có số điện thoại hoặc I-PIN để đăng ký. |
| Trung Quốc          | 劲舞团 (Audition)                                              | 9You                                                                                   | 2005                     | au.9you.com                              | Mở      | Phải có ID để đang ký                        |
| Malaysia/ Singapore | AuditionSEA                                                    | Asiasoft                                                                               | 2006                     | audition.playpark.net                    | Mở      | N/A                                          |
| Philippines         | Club Audition Phillipines or Dance Battle Audition Phillipines | Level Up by Playpark (Asiasoft)                                                        | Không rõ                 | clubaudition.e-games.com.ph              | Mở      | N/A                                          |
| Việt Nam            | Audition Vietnam (AU)                                          | VTC Game                                                                               | 2006                     | au.vtc.vn                                | Mở      | https://au.vtc.vn/dangkynhanh                |
| Thái Lan            | Audition Season 4                                              | Asiasoft                                                                               | 2006                     | audition.playpark.com                    | Mở      | N/A                                          |
| Indonesia           | Ayodance                                                       | Megaxus                                                                                | 2006                     | ayodance.megaxus.com                     | Mở      | N/A                                          |
| Nhật Bản            | X-Beat                                                         | Nexon (2006 - 2008) Hanbit Ubiquitous/HanbitSoft (2008–bây giờ) Hangame (2010–bây giờ) | ngày 6 tháng 9 năm 2006  | xb.hanbitstation.jp x-beat.hangame.co.jp | Đóng    | Phải có VPN Nhật Bản để đăng ký.             |
| Mỹ                  | Audition                                                       | Nexon (2007 - 2009) Redbana (2009–bây giờ)                                             | ngày 27 tháng 4 năm 2007 | audition.redbana.com                     | Đóng    | N/A                                          |
| México/ Brasil      | Audition Season 4                                              | axeso5                                                                                 | 2010                     | audition.axeso5.com                      | Mở      | N/A                                          |
| Hồng Kông           | 勁舞團 Season 7.5(Audition Season 7.5)                         | 9You và GameOne                                                                        | Không rõ                 | au.hk.9you.com                           | Đóng    | Phải có ID để đang ký                        |
| Đài Loan            |                                                                | Không rõ                                                                               | Không rõ                 | www.17t58.com                            | Đóng    | Phải có ID để đang ký                        |
| Vương quốc Anh      | GoAudition                                                     | G10                                                                                    | 2007                     | www.goaudition.co.uk                     | Đóng    | N/A                                          |
| Châu Âu             | Audition Europe                                                | Alaplaya                                                                               | 2007                     | audition.en.alaplaya.net                 | Đóng    | N/A                                          |

## Đặc điểm trò chơi
Về cơ bản, nhảy trong Audition được thực hiện bằng cách ấn những phím mũi tên trong thanh hiển thị theo 4 nhịp nhạc và cú nhấn phím cách đúng lúc. Và thanh nhịp điệu ② ở đó để trợ giúp thêm cảm nhận về nhịp điệu cho bạn. Khi tất cả người chơi nhảy cùng 1 điệu thì điểm số ghi được cũng khác do điểm này còn phụ thuộc vào sự chính xác của cú nhấn phím cách đến hạt nhịp điệu. Vì thế nếu chơi chính xác hơn thì sẽ nhận được điểm số cao hơn. Trình độ nhảy càng cao thì điểm số ghi được càng nhiều.

## Kiểu nhảy
| Thứ tự | Phân loại     | Các kiểu nhảy trong game Audition |
| ------ | ------------- | --- |
| 1      | Nhảy đơn      | Xem chi tiết Choreography Expert Choreography Advanced Choreography Nhảy bình thường Nhảy tự do Nhảy Crazy 4k / 8k Nhảy Dynamic 4k / 8k Nhảy Dynamic-©-4k / 8k Nhảy Crazy Freestyle Crazy 9                                             |
| 2      | Nhảy nhóm     | Xem chi tiết Choreography Battle Sync 4 Sync 8 Dynamic 4k / 8k Crazy 4k / 8k Dynamic-©-4k / 8k Crazy Freestyle Nhảy đêm 4k / 8k B-Boy 4k/8k Nhảy đôi Nhảy đôi chuyên nghiệp Nhảy đôi 8k Nhảy đôi ♥ 3-1 (4k / 8k) Perfect Mode (4k / 8k) |
| 3      | Nhảy đặc biệt | Xem chi tiết Nhiệm vụ lên cấp Nhiệm Vụ Truyền Thuyết Beat Up Beat-Up nhóm (4k / 6k) One two Party Beat rush Wedding Party Love Party Khiêu vũ Nhảy Club Chế độ The Fierry Concert Space Bang Bang Khóa nhịp                             |
| 4      | Đấu NPC       | Xem Chi Tiết NPC đơn NPC Nhóm NPC Đôi NPC Beat Rush NPC Beat Up NPC Liên minh Thi đấu nhóm với NPC (Kênh BP Challenger) |

## Season tại Audition Vietnam
Trên ngày 29/08/2008, Audition Vietnam ra phiên bản mới gọi là Audition Season 2, Season 2 có một chế độ mới gọi là Beat Rush, một số thay đổi giao diện người dùng, những hành động mới, nâng cấp độ phân giải từ 800x600 đến 1024x768. Năm 2009, trong bản cập nhật, Audition cập nhật hệ thống nhiệm vụ và cho một chế độ NPC mới sử dụng chế độ Beat Up. Năm 2010, có được một chế độ mới đã được phát hành gọi Crazy 9 và The Fiery Concert (chế độ Guitar), hình nền mới và có một tính năng mới 'Insane'.
Trên ngày 26/06/2012, VTC ra phiên bản mới cho Audition Season 3. Season 3 có quần áo dành riêng cho máy chủ Audition Việt Nam, quần áo dành riêng cho các máy chủ được gọi là VIP. Season 3 cũng giới thiệu các chủ đề thị trấn hàng tháng.

## Chế độ
Del (dấu ngược) các game thủ Audition phải bấm ngược lại dấu màu đỏ từ level 6 trở lên điểm số sẽ khác từ cấp 1 đến cấp 6.
Del (Bomb) Level 6 trở lên các game thủ Audition phải bấm các dấu cách các trái bom để hoàn thành level. Khi game thủ bấm nhầm quả bom sẽ nổ và Miss
Del (Perfect) Mỗi lần đạt Perfect từ level 6 trở lên game thủ sẽ được bấm trước một dấu ngoài cùng (tối đa 3 dấu). Mỗi lần Cool game thủ sẽ bị trừ một nút bấm trước và khi Bad hay Miss game thủ sẽ bị trừ toàn bộ
Del (Double)
Insane (Perfect) dùng thêm điểm bất kỳ khi người chơi bấm được Perfect trên thanh.